# Salacia majumdarii
Salacia majumdarii är en benvedsväxtart som först beskrevs av T. Chakrab. och Gang., och fick sitt nu gällande namn av Naithani. Salacia majumdarii ingår i släktet Salacia och familjen Celastraceae. Inga underarter finns listade.